# پلوتارکو الیاس کالس
پلوتارکو الیاس کالس (انگلیسی: Plutarco Elías Calles; زاده ۲۵ سپتامبر ۱۸۷۷ – درگذشته ۱۹ اکتبر ۱۹۴۵) سیاستمدار و ژنرال نظامی اهل مکزیک بود. وی از ۱ دسامبر ۱۹۲۴ تا ۳۰ نوامبر ۱۹۲۸ رئیس‌جمهور مکزیک بود.
کالس در ۱۹ اکتبر ۱۹۴۵، در سن ۶۸ سالگی در مکزیکو سیتی درگذشت.